# The Concert (album Barbry Streisand)
The Concert – czwarty koncertowy album amerykańskiej piosenkarki Barbry Streisand, wydany w 1994 roku. Nagrania dokonano w tym samym roku w nowojorskim Madison Square Garden. W 1995 roku ukazała się skrócona wersja wydawnictwa, zatytułowana The Concert: Highlights.
Płyta dotarła do miejsca 10. na liście sprzedaży w USA i otrzymała tam certyfikat potrójnie platynowej.

## Lista utworów
CD 1
1. „Overture” – 5:47
2. „As If We Never Said Goodbye” – 4:20
3. „Opening Remarks” – 1:13
4. „I’m Still Here”/„Everybody Says Don’t”/„Don’t Rain on My Parade” – 4:25
5. „Can’t Help Lovin’ That Man” – 4:29
6. „I’ll Know” – 2:48
7. „People” – 4:18
8. „Lover Man (Oh, Where Can You Be?)” – 1:17
9. „Therapist Dialogue #1” – 1:24
10. „Will He Like Me?” – 1:59
11. „Therapist Dialogue #2” – 1:00
12. „He Touched Me” – 2:51
13. „Evergreen” – 3:17
14. „Therapist Dialogue #3” – 1:54
15. „The Man That Got Away” – 4:05
16. „On a Clear Day (You Can See Forever)” – 3:29

CD 2
1. „Entr’acte” – 3:02
2. „The Way We Were” – 3:15
3. „You Don’t Bring Me Flowers” – 4:44
4. „Lazy Afternoon” – 4:30
5. Disney Medley: „Once Upon a Dream”/„When You Wish Upon a Star”/„Someday My Prince Will Come” – 5:07
6. „Not While I’m Around” – 3:03
7. „Ordinary Miracles” – 4:35
8. Yentl Medley: „Where Is It Written?”/„Papa, Can You Hear Me?”/„Will Someone Ever Look at Me That Way?”/„A Piece of Sky” – 9:18
9. „Happy Days Are Here Again” – 3:40
10. „My Man” – 3:18
11. „For All We Know” – 5:04
12. „Somewhere” – 5:15

## Notowania
| Kraj                              | Pozycja |
| --------------------------------- | ------- |
| Australia (ARIA)                  | 20      |
| Hiszpania                         | 12      |
| Holandia (MegaCharts)             | 25      |
| Niemcy                            | 92      |
| Stany Zjednoczone (Billboard 200) | 10      |
| Wielka Brytania (UK Albums Chart) | 63      |

## Certyfikaty
| Kraj                     | Certyfikat          |
| ------------------------ | ------------------- |
| Kanada (Music Canada)    | 2 × platynowa płyta |
| Stany Zjednoczone (RIAA) | 3 × platynowa płyta |